# 북현풍 나들목
북현풍 나들목(N.Hyeonpung IC)은 대구광역시 달성군 현풍읍 성하리에 설치된 중부내륙고속도로지선의 1-1번 나들목이다. 하이패스 전용 나들목이기 때문에 북현풍 하이패스 나들목이라고도 불리며, 2018년 5월 30일에 개통되었다. 금호방향 진입과 현풍방향 진출만 가능하다. 건설 당시 가칭은 현풍휴게소 나들목이었다.
현풍면에서 중부내륙고속도로지선으로 연결이 용이해져 현풍면 및 대구테크노폴리스, 달성1차산업단지의 교통 편의 향상 및 교통량 분산효과, 물류비용 절감 효과 등이 기대되고 있다.

## 연혁
- 2015년 1월 20일 : 나들목 설계 실시협약 체결[1]
- 2016년 3월 29일 : 2016년 12월까지 현풍휴게소 하이패스 나들목 설치 공사를 위해 대구광역시 달성군 현풍면 성하리 구간 도로구역 변경[2]
- 2018년 5월 30일 : 현풍 기점 3.1km 위치 현풍휴게소 내에 북현풍 나들목으로 개통[3]

## 구조물 정보
현풍휴게소 내에 설치되었으며 하이패스 이용 차량만 이용할 수 있다.
- 위치 : 대구광역시 달성군 현풍읍 성하리

## 접속하는 도로
- 비슬로 (국도 제5호선, 국가지원지방도 제67호선)

## 교통량 정보
| 요금소          | 통행량 (대/일) | 통행량 (대/일) | 각주  |
| 요금소          | 2018년         | 2019년         | 각주  |
| --------------- | -------------- | -------------- | ----- |
| 북현풍 (폐쇄식) | 1,569          | 2,198          | [ 4 ] |

## 같이 보기
- 현풍 분기점
- 현풍휴게소